# Placas de identificação de veículos no Chile

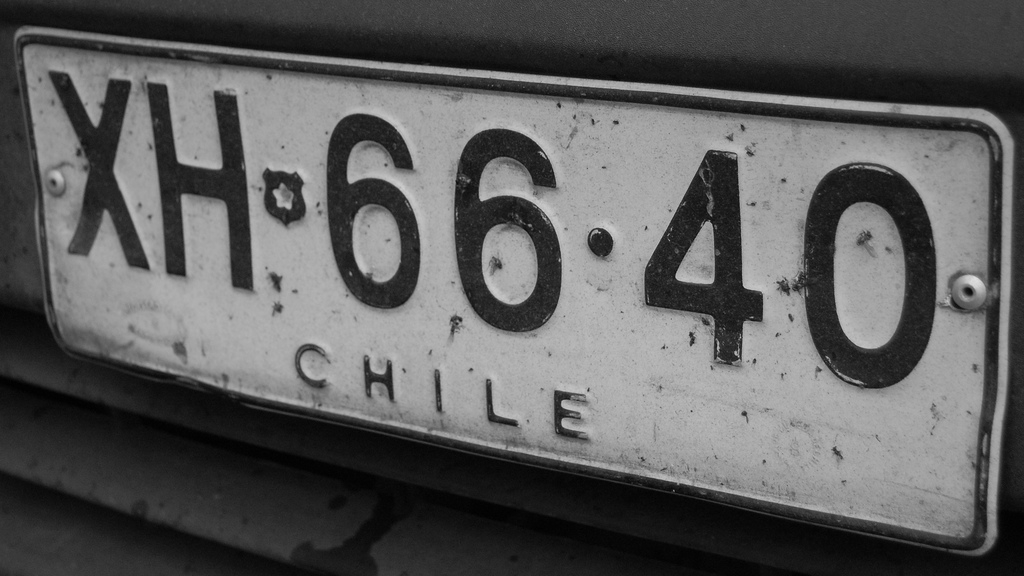
Placa chilena

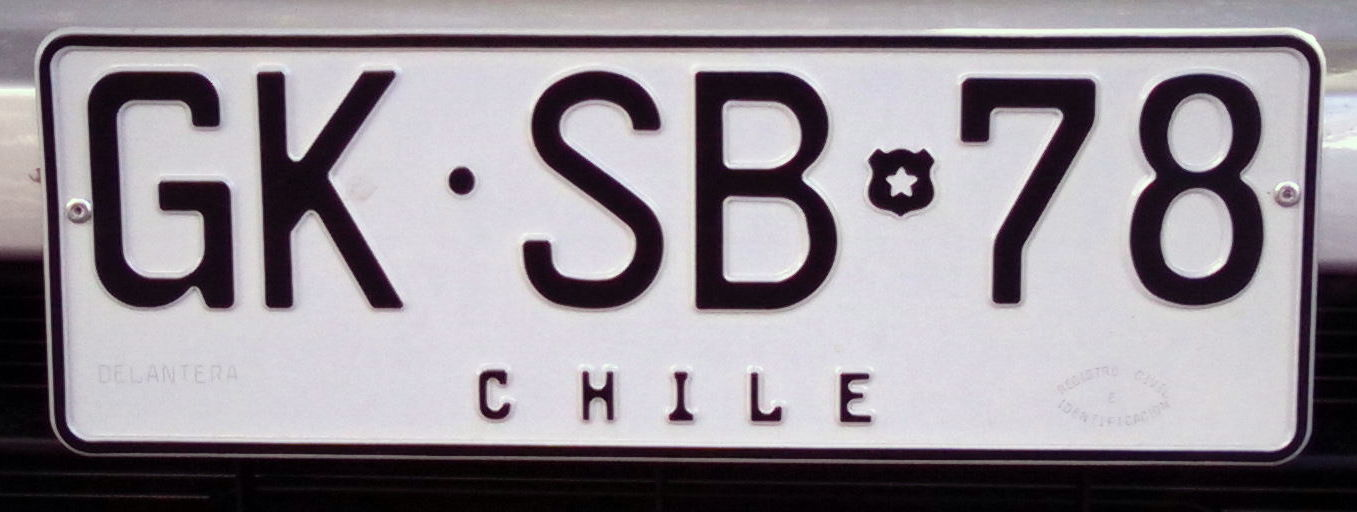
Novas matrículas chilenas (a partir de 2014)

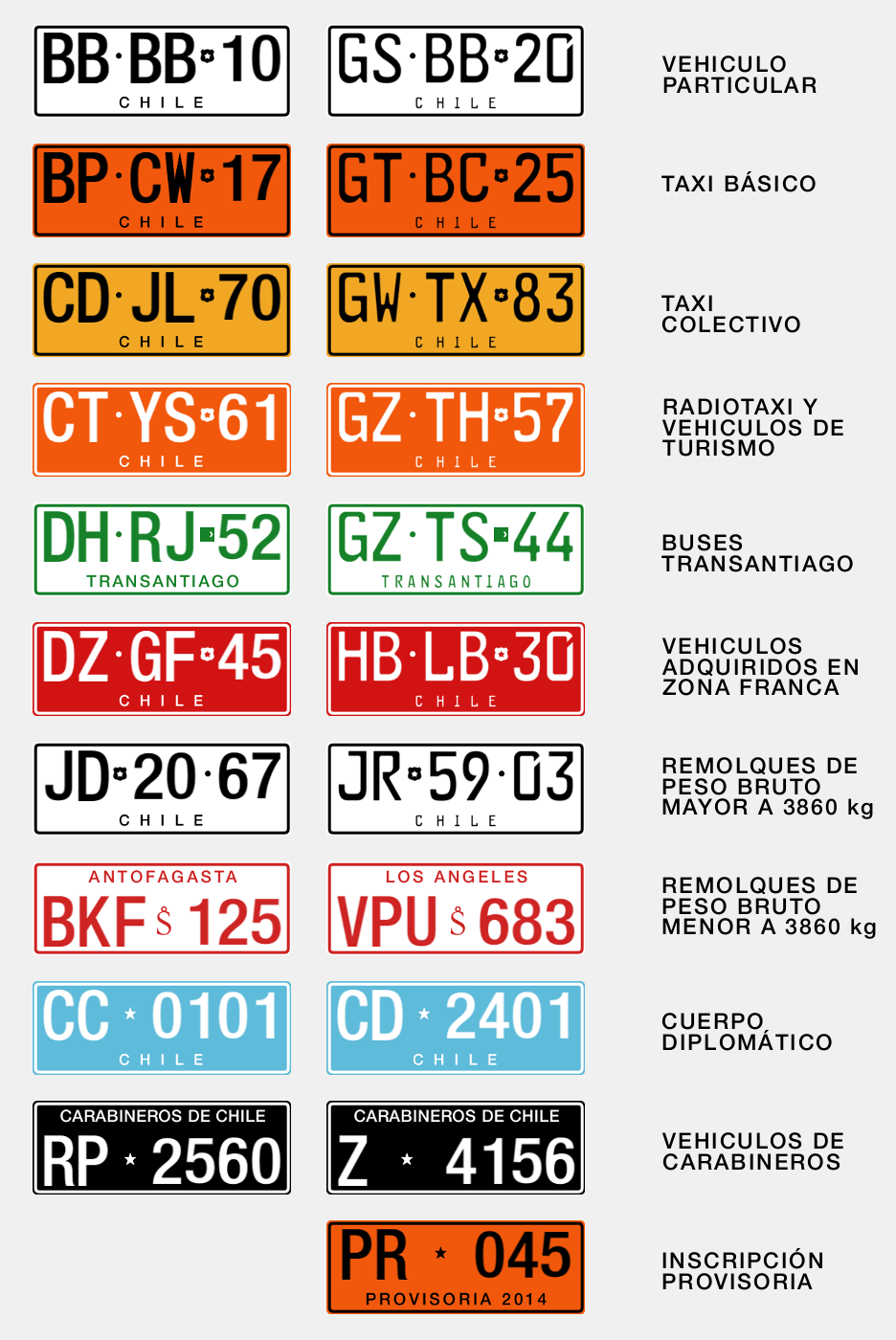
Diferentes tipos de placas no Chile(em espanhol)

O Chile exige que seus moradores registem seus veículos e exibam placas de registo de veículos chamadas "patentes". Anteriormente, consistia em duas letras seguidas por quatro números no formato AB * 12 • 34, mas as combinações foram esgotadas em Setembro de 2007. O sistema adotado para substituir o antigo consiste em quatro letras seguidas por dois números no formato AB • CD * 12 As vogais não são usadas para evitar palavrões, e a letra Q não é usada por causa da confusão com o número 0.[carece de fontes?]
O mesmo sistema de codificação é usado na Holanda. No Chile, a placa não fornece mais informações de onde o veículo foi registrado.

## Referencias
1. ↑  «License Plates of Chile». www.worldlicenseplates.com (em inglês). Consultado em 5 de outubro de 2018